# 沙埔镇 (柳城县)
沙埔镇，是中华人民共和国广西壮族自治区柳州市柳城县下辖的一个乡镇级行政单位。

## 行政区划
沙埔镇下辖以下地区：
沙埔社区、上雷社区、长隆村、大安村、沙埔村、六广村、古仁村、上雷村和碑田村。